# Phaulostylus furcifer
Phaulostylus furcifer är en spindelart som beskrevs av Simon 1902. Phaulostylus furcifer ingår i släktet Phaulostylus och familjen hoppspindlar. Inga underarter finns listade i Catalogue of Life.